# Unité 156
Unité 156 (In a Heartbeat) est une série télévisée canado-américaine en 21 épisodes de 22 minutes diffusée entre le 26 août 2000 et le 25 mars 2001 sur Disney Channel aux États-Unis et sur Family au Canada.
En France, la série a été diffusée à partir du 1er décembre 2001 sur Disney Channel, et au Québec à partir du 16 février 2002 sur VRAK.TV.

## Synopsis
C'est l'histoire de quatre élèves du niveau d'enseignement secondaire qui essaient chaque jour de combiner les études et l'aide médicale d'urgence dans laquelle ils travaillent en tant que bénévoles.

## Distribution
- Danso Gordon (de) : Hank Beecham
- Reagan Pasternak : Val Lanier
- Shawn Ashmore : Tyler Connell
- Christopher Ralph (en) : Jamie Waite
- Lauren Collins : Brooke Lanier
- Jackie Rosenbaum : Caitie Roth (18 épisodes)
- Goldy Notay (en) : Mrs Roper (15 épisodes)
- Kevin Hicks : Dr Alex Freeman (11 épisodes)
- Lori Hallier (en) : Joanna Lanier (7 épisodes)
- Noah Reid (en) : Mark (5 épisodes)
- Ashley Leggat : Michelle (4 épisodes)
- William Greenblatt (pl) : Nick (4 épisodes)

## Épisodes
1. Pilot / Assume Nothing (Part 1)
2. Pilot / Assume Nothing (Part 2)
3. Things That Go Bump in the Night
4. The Adventures of Super Val
5. Changing Times
6. Cinderella Syndrome
7. Go Team
8. And the Winner Is
9. A Night to Remember
10. New Kid in Town
11. You Say It's Your Birthday
12. Four EMT's and a Kid
13. Friends Don't Let Friends…
14. Power to the Pathetic
15. Race of a Lifetime
16. Star Struck
17. Hero
18. The Boy's No Good
19. Be True to Your School
20. Read My Lips
21. Time's Up

## Personnages
L'équipe est composée de Tyler Connell, footballeur de l'équipe de l'école (les Cobras), meilleur ami de Hank et ambulancier à temps partiel. Il y a aussi Hank Beecham, également footballeur et ambulancier intermédiaire, et Val Lanier, une bonne élève, pom-pom girl et meneuse de claques. Jamie Waite est considéré comme le rebelle du groupe. Il est forcé de se joindre aux autres ambulanciers après avoir été condamné à une peine de service communautaire. Il fait de la motocross. Caitie est une amie de Jamie et de Val. Brooke est la petite sœur de 12 ans de Val et elle aide à gérer la paperasse du groupe d'urgence.
Dans la série, le père de Val a une crise cardiaque. Ainsi, sa famille perd leur argent, parce que celui-ci ne peut plus travailler.

### Personnages secondaires
Le Boulet est l'ex-blonde de Jamie mais l'aime toujours lui faisant souvent comprendre. C'est la championne de moto-cross de la ville et Caitie la déteste.
Alex est le chef du service médicale d'urgence. Il est très sceptique sur le fait que Jaimie rejoigne le groupe et a un faible pour Jennifer.
Jennifer est la directrice de l'école secondaire. C'est elle qui force Jamie à rejoindre l'équipe.

## Critiques
La série a été critiquée en raison de quelques-unes de ses scènes dramatiques. Elle a été annulée après un an, puisque Disney Channel voulait se bâtir une nouvelle image et arriver avec de nouvelles émissions afin d'augmenter ses côtes d'écoute. C'était la première Disney Channel Original Series à ne pas atteindre les 65 épisodes.